# 대탈출 (1966년 영화)
"대탈출"은 한국에서 제작된 이한욱 감독의 1966년 영화이다. 남궁원 등이 주연으로 출연하였고 김길룡 등이 제작에 참여하였다.

## 출연

### 주연
- 남궁원
- 엄앵란
- 황해
- 독고성

## 기타
- 조명: 손영철
- 미술: 박석인